# Tunezja Francuska
Tunezja Francuska (Protektorat francuski Tunezji, fr. Protectorat français de Tunisie) – francuski protektorat w północnej Afryce, nad brzegiem Morza Śródziemnego, na terenie obecnej Tunezji, istniejący w latach 1881−1956.

## Historia

Tunezja Francuska (ciemny niebieski) i pozostałe posiadłości francuskie (niebieski) w Afryce w 1913 roku

Przed przejęciem władzy przez Francję Tunezja była częścią Imperium Osmańskiego. Władze tunezyjskie podjęły proces modernizacji i reform, ale utrudniały to trudności finansowe. W 1869 roku Tunezja ogłosiła bankructwo, z tego powodu powstała międzynarodowa komisja finansowa, która przejęła rządy nad tunezyjską gospodarką, finansując dalsze reformy i rozbudowę infrastruktury.

Udział Europejczyków w populacji Tunezji

Początkowo najbardziej zainteresowane i zdeterminowane do objęcia władzy nad Tunezją były Włochy, które wykazywały na bliskość geograficzną i ekonomiczną opłacalność tego przejęcia. Wielka Brytania była jednak przeciwna, obawiając się blokowania Cieśniny Sycylijskiej. Ostatecznie, w zamian za zapewnienie przez Francję brytyjskiej dominacji na Cyprze, poparła francuską władzę w Tunezji. W 1881 roku w Tunezji wylądowało 36 tys. francuskich żołnierzy, którzy szybko zdobyli Tunis i zmusili beja do podpisania traktatu w Bardo, który dał Francji władzę nad Tunezją. Włosi, pomimo protestów, nie interweniowali, nie chcąc ryzykować wojny z Francją.
W okresie panowania francuskiego wzrosła liczba Francuzów w Tunezji, od 34 tys. w 1906 roku do 144 tys. w 1945 roku. Francuscy mieszkańcy posiadali również ok. 20% ziemi uprawnej.

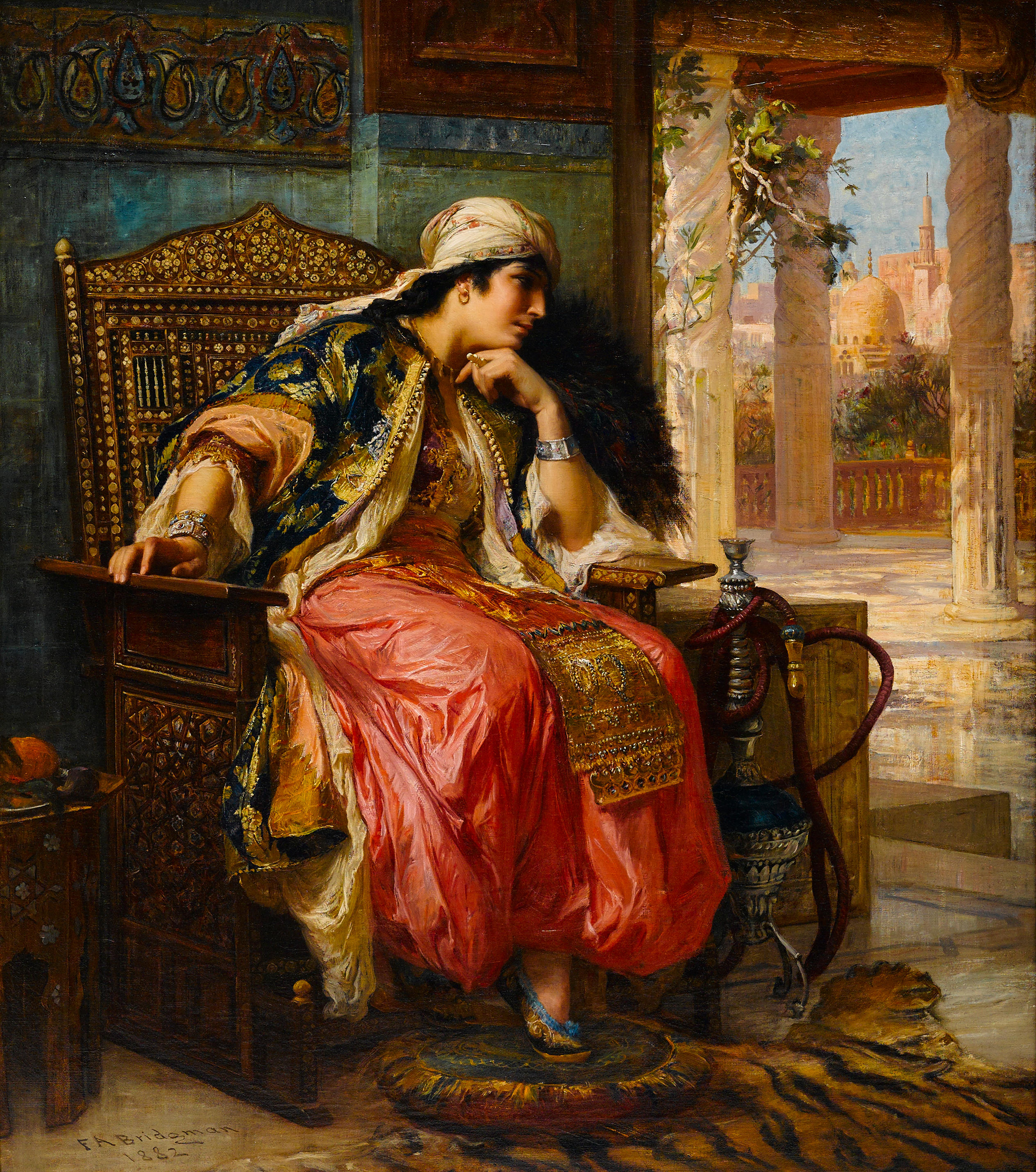
Ali III, Bej Tunisu w latach 1882-1902

Już w latach 90. XIX wieku pojawiły się arabskojęzyczne gazety, powstały partie polityczne i zaczął rosnąć w siłę ruch niepodległościowy. Organizacje te zyskały duże znaczenie dopiero po I wojnie światowej. Jednym z przywódców ruchu niepodległościowego był Habib Burgiba, późniejszy prezydent niepodległej Tunezji. Bourguiba był za rządów francuskich więziony, jednak w 1942 roku Benito Mussolini doprowadził do zwolnienia go przez władze Francji Vichy. Było to Mussoliniemu na rękę, gdyż destabilizowało francuską władzę nad Tunezją. Burgiba działał w Tunezji na rzecz aliantów. Również Tunezyjscy Włosi byli przeciwni panowaniu francuskiemu, większość z nich popierała włoskich faszystów i działało na rzecz przejęcia Tunezji przez Włochy.
W listopadzie 1942 roku, w ramach operacji Torch Brytyjczycy i Amerykanie wylądowali w kilku miejscach wybrzeża afrykańskiego. Wojska alianckie wyzwoliły terytorium Tunezji, 7 maja 1943 roku oddziały brytyjskie zdobyły Tunis, amerykańskie siły osiągnęły Bizertę, a 13 maja siły państw Osi w Tunezji poddały się. Następnie alianci używali Tunezji jako zaplecza do inwazji na Sycylię.
W 1945 roku pomimo wsparcia udzielonego aliantom Burgiba musiał uciekać z Tunezji, by uniknąć aresztowania. W 1950 roku Francja podjęła negocjacje z Bourgibą i w 1955 roku wrócił on do Tunezji, w 1956 roku został premierem rządu niepodległej Tunezji, a w 1957 roku prezydentem. 20 marca jest obchodzony w Tunezji jako święto niepodległości.